# 奥亚斯
奥亚斯（法語：Oyace，法語發音：[ɔjas]）是意大利瓦莱达奥斯塔大区的一个市镇。总面积30平方公里，人口226人，人口密度7.5人/平方公里（2009年）。ISTAT代码为007047。